# 115 Puppis
115 Puppis (z Puppis) é uma estrela na direção da Puppis. Possui uma ascensão reta de 07h 33m 51.05s e uma declinação de −36° 20′ 18.2″. Sua magnitude aparente é igual a 5.42. Considerando sua distância de 1273 anos-luz em relação à Terra, sua magnitude absoluta é igual a −2.54. Pertence à classe espectral B2Vne. É uma estrela variável Gamma Cassiopeiae.